# (5805) Glasgow
(5805) Glasgow es un asteroide perteneciente al cinturón de asteroides, región del sistema solar que se encuentra entre las órbitas de Marte y Júpiter, más concretamente a la familia de Eunomia, descubierto el 18 de diciembre de 1985 por Edward Bowell desde la Estación Anderson Mesa (condado de Coconino, cerca de Flagstaff, Arizona, Estados Unidos).

## Designación y nombre
Designado provisionalmente como 1985 YH. Fue nombrado Glasgow en homenaje a la ciudad de Glasgow, Escocia, y por la Sociedad Astronómica de Glasgow, en conmemoración del centenario celebrado en el año 1985 con una cena cívica organizada por el Ayuntamiento de Glasgow.

## Características orbitales
Glasgow está situado a una distancia media del Sol de 2,602 ua, pudiendo alejarse hasta 2,907 ua y acercarse hasta 2,297 ua. Su excentricidad es 0,117 y la inclinación orbital 11,86 grados. Emplea 1533,74 días en completar una órbita alrededor del Sol.

## Características físicas
La magnitud absoluta de Glasgow es 12,5. 